# بازیگران مشتاق
بازیگران مشتاق (انگلیسی: The Hungry Actors) یک فیلم کمدی صامت کوتاه به کارگردانی هال روچ است که در سال ۱۹۱۵ منتشر شد. از بازیگران این فیلم می‌توان به هارولد لوید، جین نواک، بابی ورنون، نیلی ادواردز، مارتا ماتوکس و روی استوارت اشاره کرد.